# TMOU
TMOU je brněnská interaktivní, logická noční outdoorová strategická týmová šifrovací hra. Je pořádána každoročně na začátku listopadu Instruktory Brno. Hry se účastní pětičlenné týmy, obvyklý počet hrajících týmů (které před samotnou hrou projdou internetovou kvalifikací) je kolem dvou set. Hra obvykle začíná v pátek večer a končí v sobotu v poledne.
TMOU vyhrává tým, který na základě vyřešených zpráv projde ve správném pořadí všemi stanovišti a jako první dorazí do cíle. Zprávy na stanovištích udávají vždy polohu stanoviště dalšího a zpravidla jsou zašifrované. K získání informací o dalším stanovišti jsou potřeba vědomosti, logické myšlení, šikovnost, myšlení "out of the box" a v neposlední řadě i schopnost orientace. TMOU je psychicky i fyzicky náročná. Jedna nevyluštěná šifra typicky znamená konec, na rozdíl od jiných šifrovacích her na TMOU nebývá možnost nápovědy nebo záchrany. Celá trasa měří typicky 20–30 kilometrů, v části mimo město týmy postupují orientačně náročným terénem, pohybují se v noci a v zimě.

## Průběh
TMOU má jednoduché schéma – jde o lineární sekvenci ukrytých stanovišť (obvykle kolem patnácti). Trasa začíná vždy v Brně, obvykle na centrálním místě, kde se sejdou všechny týmy, což v posledních letech znamená kolem tisícovky lidí. Na startu zazní hymna TMOU a po jejím doznění hráči otevřou obálky se startovní šifrou, která bývá rozsáhlejší, aby došlo k rozdělení startovního pole.
Po vyluštění první šifry se týmy dozví polohu dalšího stanoviště a stejně tak vždy řešení každého stanoviště určuje polohu následujícího. První polovina stanovišť je umístěna přímo v ulicích města Brna, další stanoviště hráče zavedou mimo městskou zástavbu, do přírody v okolí. Na posledním stanovišti hráči obvykle plní úkol testující spolupráci uvnitř týmu. Vítězí tým, který jako první vyřeší všechny šifry a splní závěrečný úkol. Při nesplnění jediného úkolu nebo nevyřešení jediné šifry tým končí. Hru často dokončí jen několik týmů.
Úkoly na stanovištích jsou velmi pestré, jediným společným prvkem je požadavek logického uvažování při jejich řešení. Hráči řeší transpoziční, substituční, grafické a multimediální šifry, které mohou být navíc schované uvnitř nějakého předmětu nebo například ukryty ve vtipné básni nebo písni. TMOU je hra, která rozvíjí týmovou spolupráci. Úkoly a šifry jsou koncipovány tak, aby při jejich řešení byly třeba různé způsoby myšlení, různé dovednosti a schopnosti.

## Pravidla
Hra je určena 3–5členným týmům, všichni hráči musí být starší 18 let. Očekává se, že hráči budou spolupracovat v rámci týmu, kooperace mezi jednotlivými týmy je však zakázána. Hráči se mohou pohybovat pěšky a městskou hromadnou dopravou, použití jiných dopravních prostředků (včetně kola a kolečkových bruslí) je zakázáno. Tým se může během hry libovolně dělit. V terénu se týmy pohybují s pomocí mapy a buzoly, ke komunikaci jsou povoleny mobilní telefony, nikoliv však radiostanice.
Je zakázáno prohledávání očekávaných stanovišť v okolí (typicky kóty, pomníčky) bez vyřešení šifry či náznaku jejího řešení. Stejně tak je zakázáno chodit v závěsu za jinými týmy s cílem nechat se na další stanoviště dovést. Pokud se tým rozhodne hru vzdát, může otevřít záchrannou obálku a zjistit z ní polohu cíle.  

### Vybavení
Na TMOU je potřeba kvalitní vybavení. Základem je teplé oblečení a pohodlné pevné boty. Hodí se také termoska s teplým čajem a dostatek jídla. Podle strategie týmu je možné s sebou nést i karimatku a spacák, většina hráčů ale během hry nespí, spacák jim slouží pouze pro zahřátí při dlouhém luštění na jednom místě. Pro vlastní luštění a pohyb v terénu týmy potřebují následující pomůcky:
- Plán Brna s rejstříkem ulic a buzola
- Psací potřeby – propisky, tužky, pastelky, lihové fixy, linkované i čtverečkované papíry, fólie…
- Šifrovací pomůcky – Morseovka, Braillovo písmo, semaforová abeceda, vlajková abceda, Periodická tabulka, tabulky pro posuny v abecedě…
- Další vybavení – pravítko, kalkulačka, nůžky, izolepa, lepidlo, kružítko, úhloměr…
- Světlo – baterka, nebo ještě lépe čelovka

## Historie
Inspirací Tmou byla hra Open Blood, která se konala na Vysočině na konci 90. let. Na rozdíl od TMOU se odehrávala pouze v terénu a trvala celých 24 hodin. TMOU se poprvé uskutečnila na podzim v roce 2000, kdy se jí zúčastnilo 50 týmů. V následujícím roce proběhla TMOU hned dvakrát, jednou na jaře a jednou na podzim. Od té doby se opakuje každý rok na podzim, typicky na konci října nebo začátku listopadu.
Od roku 2000, kdy proběhl její první ročník, inspirovala mnohé další hry v České republice i okolních státech, viz šifrovací hra.
Počet týmů neustále narůstá, na TMOU 5 byla proto zavedena kvalifikace. Ta probíhá několik týdnů před vlastní hrou a jde o několikahodinovou internetovou šifrovací hru, kterou registrované týmy hrají z domova. Odpovědi zadávají prostřednictvím internetu a do vlastní hry se kvalifikuje jen omezený počet nejlepších týmů, typicky dvě stě. Jedinou výjimkou tomuto pravidlu byl jubilejní desátý ročník, kdy byla hra otevřena všem týmům.

### Přehled ročníků
V následující tabulce je přehled všech ročníků včetně jejich vítězů.
| Ročník  | Datum                  | Motto                   | Počet týmů (kvalifikace) | Počet týmů (hra) | Vítěz                           | Týmů v cíli |
| ------- | ---------------------- | ----------------------- | ------------------------ | ---------------- | ------------------------------- | ----------- |
| TMOU 1  | 10.–11. listopadu 2000 |                         | –                        | 50               | bez vítěze                      | 0           |
| TMOU 2  | 30.–31. března 2001    |                         | –                        | 132              | Antracit (11:25)                | 3           |
| TMOU 3  | 2.–3. listopadu 2001   |                         | –                        | 198              | Žlutý bagr (8:26)               | 20          |
| TMOU 4  | 18.–19. října 2002     |                         | –                        | 205              | FIMAN++ (7:40)                  | 28          |
| TMOU 5  | 7.–8. listopadu 2003   |                         | –                        | 250              | bez vítěze                      | 0           |
| TMOU 6  | 5.–6. listopadu 2004   |                         | –                        | 200              | Fň (11:15)                      | 1           |
| TMOU 7  | 4.–5. listopadu 2005   |                         | 290                      | 196              | Proudoví krtci (8:04)           | 2           |
| TMOU 8  | 3.–4. listopadu 2006   |                         | 345                      | 210              | Albert Stallone (11:17)         | 1           |
| TMOU 9  | 2.–3. listopadu 2007   |                         | 354                      | 213              | Prahory (4:25)                  | 17          |
| TMOU 10 | 7.–8. listopadu 2008   |                         | –                        | 442              | Prahory (9:45)                  | 4           |
| TMOU 11 | 6.–7. listopadu 2009   |                         | 424                      | 205              | Chlýftým rypák (7:09)           | 10          |
| TMOU 12 | 5.–6. listopadu 2010   |                         | 429                      | 242              | Tučňák s tučňákem (6:09)        | 11          |
| TMOU 13 | 4.–5. listopadu 2011   |                         | 468                      | 250              | Vlhká jáma (8:36)               | 1           |
| TMOU 14 | 2.–3. listopadu 2012   | Zamotá vám hlavu        | 437                      | 283              | Ústřední topení (10:26)         | 7           |
| TMOU 15 | 1.–2. listopadu 2013   | Konečně nad zákonem     | 407                      | 253              | Übertým (9:20)                  | 1           |
| TMOU 16 | 7.–8. listopadu 2014   |                         | 396                      | 251              | Übertým 9000 (6:34)             | 5           |
| TMOU 17 | 6.–7. listopadu 2015   | Hra, co má i Q          | 448                      | 251              | Übertýmmmmm (9:15)              | 7           |
| TMOU 18 | 4.–5. listopadu 2016   | 18+                     | 414                      | 250              | bez vítěze                      | 0           |
| TMOU 19 | 3.–4. listopadu 2017   | Něco si přej...         | 466                      | 284              | Übertým (9:47)                  | 2           |
| TMOU 20 | 9.–10. listopadu 2018  | Fikaná!                 | –                        | 422              | ROFLCOPTER! (5:51)              | 10          |
| TMOU 21 | 8.–9. listopadu 2019   | Oko bere                | 430                      | 257              | Ústřední topení (11:12)         | 5           |
| TMOU 22 | 8.–9. dubna 2022       | Hra, co tě složí!       | 396                      | 191              | Tučňák s respirátorem (7:06)    | 13          |
| TMOU 23 | 4.–5. listopadu 2022   | Hra, která vás převeze  | –                        | 271              | Übertým (7:13)                  | 4           |
| TMOU 24 | 3.–4. listopadu 2023   | Hra se spoustou vrcholů | 442                      | 221              | Tučňák s bezem, nebo bez (5:52) | 8           |
| TMOU 25 | 8.–9. listopadu 2024   | Na dno                  | 441                      | 241              | Übertým (7:36)                  | 7           |

TMOU je díky své velikosti a tradici legendou mezi šifrovacími hrami v České republice.

### Opakující se prvky
TMOU je založena na originálních šifrách a úkolech, obsahuje však i několik prvků, které se ve hře vyskytly opakovaně:
- Hymna TMOU – poprvé uvedena na zahájení TMOU 7, od té doby používána (více či méně úspěšně) na každém zahájení
- Bludiště s myší a sýrem
- Šifry s principem sebereference (šifra popisující svůj princip nebo průběh hry)
- Imaginární tým Maštěné ředkvičky, postavy Karlíka a Frantíka
- Světelná šifra
  - mřížka světel na Stránské skále na TMOU 15
  - svítící krychle v klášteře Rosa Coeli na TMOU 17
  - pohasínající hvězdy z polarizovaných světel na TMOU 20
  - světelná galerie v zámku Lesní Hluboké na TMOU 21
  - obří RGB hodiny kolem náměstí Svobody na TMOU 24
  - barevné portály ve vodojemech na Žlutém kopci na TMOU 25
- Přesun do terénu hromadnou dopravou
  - vlakem do Bílovic nad Svitavou na TMOU 1
  - TMOUbusem do Ochozu u Brna na TMOU 16
  - TMOUbusem do Dolních Kounic na TMOU 17
  - TMOUbusem k Devíti křížům na TMOU 21
  - tramvají/autobusem/vlakem do Modřic na TMOU 23

## Hymna TMOU
Hymna TMOU byla poprvé použita k zahájení TMOU 7. V průběhu hry pak byla ještě využita jako hudební šifra na jednom ze stanovišť. Úkolem hráčů bylo z nahrávky identifikovat názvy hudebních nástrojů, jak za sebou hrají – housle, elektrická kytara, saxofon, lusknutí, okarína, flétna, akordeon, saxofon, elektrická kytara, triangl, akordeon. První písmena hudebních nástrojů pak tvořila výsledné heslo – faseta. Od té doby se hymna hraje při zahájení každého ročníku TMOU.
Podruhé byla hymna použita jako šifra na TMOU 10, kde se objevila ve verzi s alternativním textem. Porovnáním nového a původního textu a přečtením shodných písmenek hráči odhalili pozici dalšího stanoviště. Hymna TMOU je volně ke stažení na stránkách TMOU.

### Text hymny
Autor: Ivo Cicvárek
| Become the legend, now starts the age undreamed of, let's go to the dark, let me tell you of the night of high adventure. Naše cesta nebude přímá, obzor dávno zhas, jen plamen v srdci dřímá, ten oheň žene nás, že neskončíme v půli, když noční ptáci řvou, že neztratíme vůli a projdem TMOU. | Kam zavedeš nás cesto, až dlouhý bude stín? Jak moře noční město nás táhne do hlubin. První se vzdají, kdo bez naděje jsou. Kdo ví kde sílu najít, ten projde TMOU. | Naše cesta nebude přímá, mlčí noční les. Ta únava a zima a déšť se z nebe snes. My nevzdáme se snadno, když máme chvíli zlou, tak sáhneme si na dno a projdem TMOU. Až na dno a projdem TMOU. Sáhnem si na dno a projdeme TMOU. Sáhnem si na dno a projdem TMOU. |

## Organizátoři
TMOU pořádají Instruktoři Brno – občanské sdružení zaměřující svou činnost na zážitkovou pedagogiku. Jádro přípravného týmu pro každý ročník tvoří asi šestičlenný tým ("A-tým"), při vlastní hře pomáhá přibližně 30–50 pomocníků ("B-tým"). V A-týmu se doposud vystřídalo přes 30 organizátorů, alespoň 5× se na přípravě hry podíleli zejména:
- Radek Drnovský (1–10)
- Radek Pelánek (hra 2–11, s přestávkami, 12–15 kvalifikace)
- Petr Doseděl (1–10, s přestávkami)
- Ivo Cicvárek (7–13, s přestávkami)
- Martin Hanzálek (2–6)
- Šimon Athaj Řeřucha (8–12)
- Sven Dražan (8–15, s přestávkami)
- Matěj Klusáček (12–16)
- Honza Klusáček (15–22, 25)
- Jana Kopáčková (17–22)
- Jan Darwin Böhm (19–25)